# پوهوراباوا
پوهوراباوا (به لاتین: Pohorabawa) یک منطقهٔ مسکونی در سری‌لانکا است که در ناحیه راتناپورا واقع شده‌است.